# 貯金箱
貯金箱（ちょきんばこ）は、硬貨を貯金するための箱。

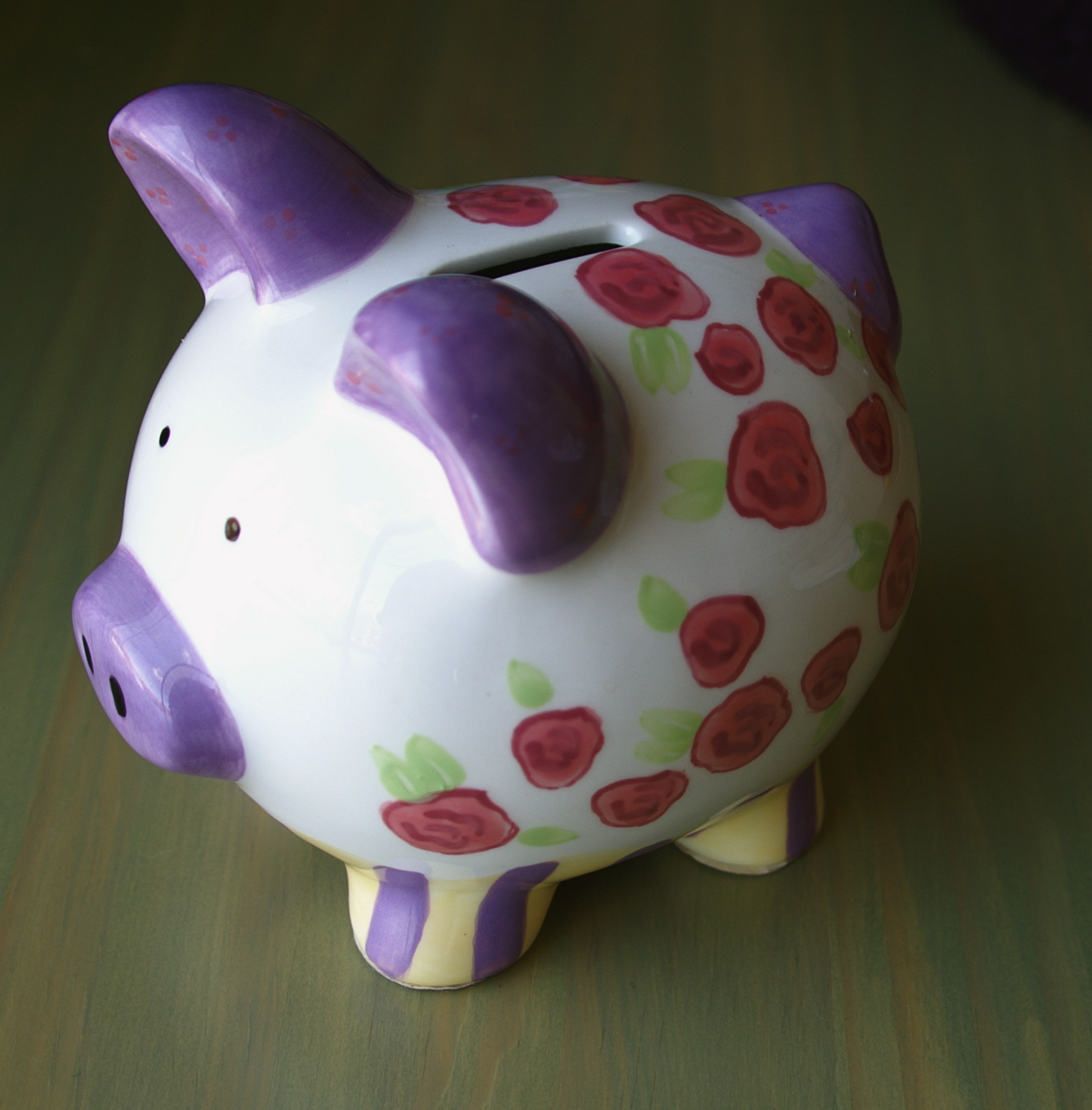
ブタの貯金箱

## 歴史
貯金箱の歴史は古く、前漢時代の中国やポンペイの遺跡などから発見されている。

### 中国

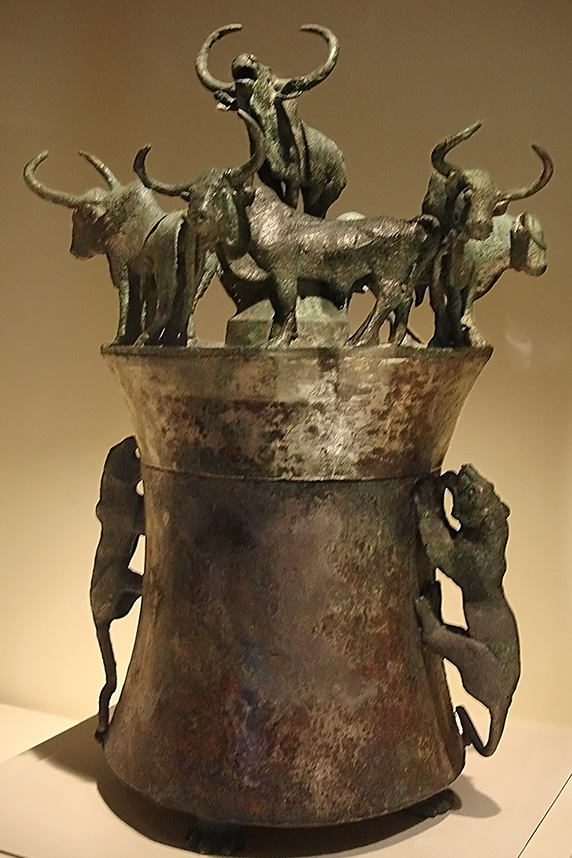
石寨山古墓出土の七牛虎耳貯貝器（前漢初期）

中国の雲南省にある遺跡から出土した前漢時代の青銅製の貯貝器（ちょばいき）が最も古い例とされている。この遺跡は滇国の王族の墓である石寨山古墓（せきさいさんこぼ）で、ここから「七牛貯貝器」が出土している。貯貝器は当時、貨幣として使用されていた子安貝を貯める筒状の容器であった。

### 欧州
ヨーロッパの貯金箱のルーツは教会で募金として貴金属の小片を入れてもらう献金箱だったといわれており、古代エジプトや古代ギリシャ、エルサレムの遺跡で発見されている。
アテネやオリンピアにある遺跡からは紀元前300年頃の粘土製の貯金箱テサウロス（Thesauros）が発見されている。このテサウロスは金庫を意味するTresorの語源になった。一方、古代ローマの遺跡からは紀元前3世紀から4世紀頃の陶器製で洋梨型の貯金箱が多数発見されている。
中世になると金属精錬や加工の技術が発達し、鍵付き貯金箱が出現するとともに、18世紀まで鉄製のシリンダー形の貯金箱がよく用いられた。

### 日本
日本の貯金箱のルーツはよくわかっていない。貯える、備えるという機能から縄文時代末期に現れた甕（かめ）や壺をルーツとする見方もある。
室町時代には伊賀で焼かれた「せんべい壺」が使用されたが、この壺は遺跡で銭が入って出土することが多く「銭瓶」（せんびょう）を入れるための壺の意味と考える説もある。
江戸時代には「千両箱」や商家で用いられた「両銭箱」「銭箱」と呼ばれる箱があった。また、品物を買ったときに余ったお金を貯める「堪忍箱」や恵比寿や大黒天をかたどった貯金箱もあった。しかし、江戸時代の金融は武士や商人、一部の農民などに限られており、商家の銭箱のほかは庶民が用いた竹製の銭筒や銭壺といった入れ物があるにすぎなかった。
明治時代になると銀行制度や郵便貯金制度が始まり、一般の人々を対象とする貯金箱が普及し、蔵の形の貯金箱や今戸焼が発祥とされる宝珠型の「貯金玉」など陶器製の貯金箱が数多く作られるようになった。陶芸品の産地では郷土人形や民芸品を題材にした貯金箱が作られるようになったほか、明治時代から大正時代末期にかけて恵比寿や大黒天だけでなく福助や招き猫など縁起物を題材にした貯金箱も出現した。

## 名称
日本では貯金箱と呼ばれているが、かつては貯金玉や富久箱（ふくばこ）などの呼び方もあった。英語ではMoney Box、Money Bank、Saving Bank、Penny Bankなどという。

## 素材と構造

### 素材
貯金箱の素材は土製、陶製、金属製、木製、竹製、紙製、皮製、ガラス製、石膏製、ゴム製、コルク製などがあるが、プラスチック製のものが多くなっている。このほかにヤシの実などの果実や毛糸などでできた貯金箱もある。ガラスや透明なプラスチックを用いるか、容器の一部に硬貨がこぼれない程度の空洞を開けることで、貯金量を把握しやすく改良された物がある。

### 構造
硬貨に合わせた大きさの投入口がついている。底面などに取出口が付いているものもあるが、貯金箱自体を壊さなければ硬貨を取り出せない構造のものもある。

## 保管と開封

### 鍵付き貯金箱
鍵付きの貯金箱は中世のヨーロッパで生まれ、18世紀頃には南京錠が付けられた貯金箱が存在した。また、硬貨の投入口に抜き取りを防ぐための止め金を付けた貯金箱も現れた。

### 貯金箱の開封

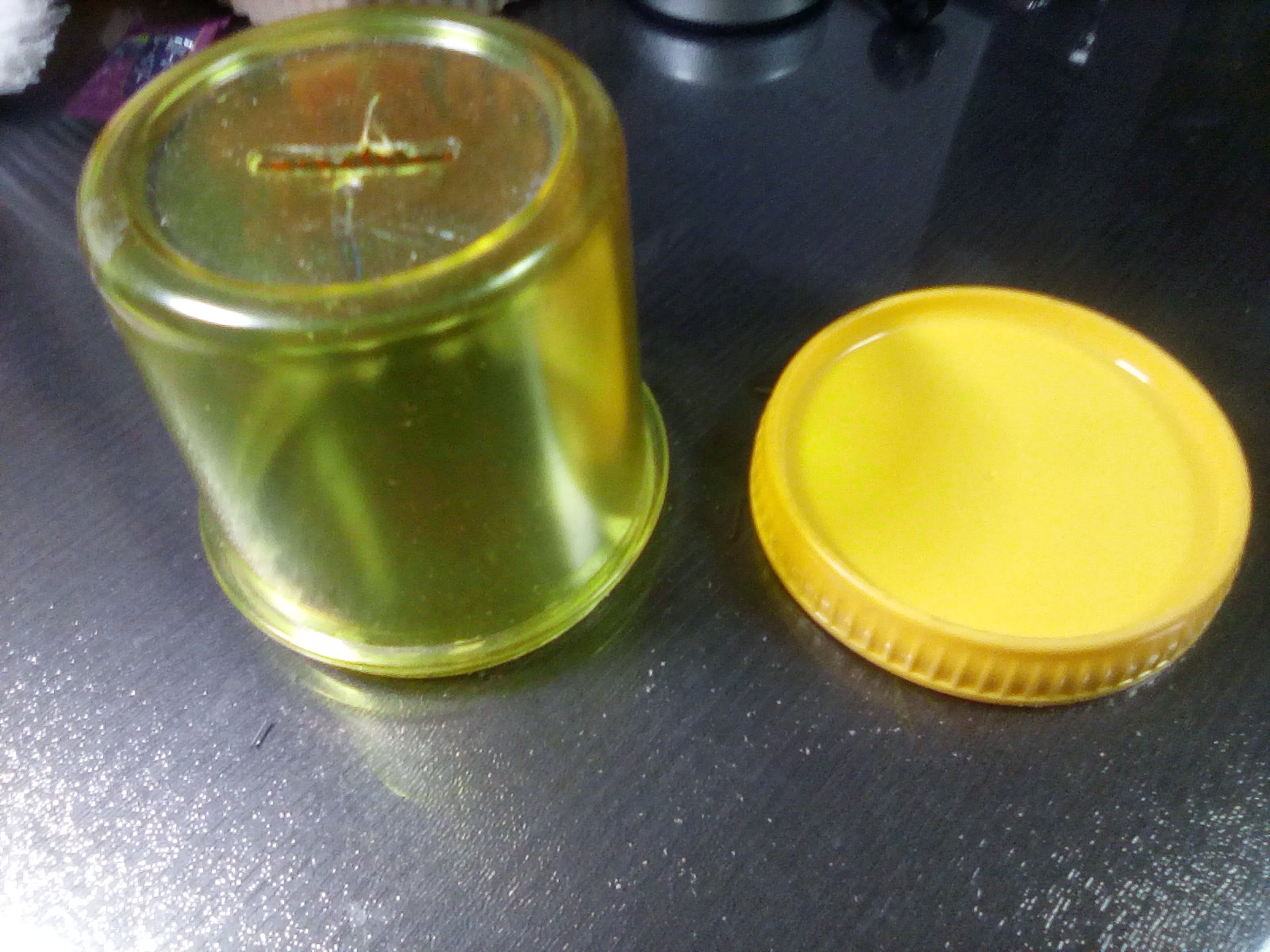
蓋を取った貯金箱

中世以降のヨーロッパや日本などでは陶器製の貯金箱が作られているが、取出口がないものは割って硬貨を取り出す。また、缶製の貯金箱は、缶切りで開ける。これらの方法は、一度開けてしまうと貯金箱としての機能を失うことを意味する。

## デザイン

### 豚の貯金箱
西洋では貯金箱のデザインにニワトリや豚をデザインしたものが多く、このうち豚はアントニウスの豚に由来するという説がある（エンブレム参照）。
イギリスでは、余ったコインを台所などにある赤い陶土（pygg）の陶器の壷に蓄えることがあり、これをピギー銀行 (pygg bank) と呼んだが、これが「子豚」を意味するpiggy を連想させたため、陶器製の豚が貯金箱に使われることが多くなったともいわれている。

### 販売促進用の貯金箱
銀行などの企業が、販売促進グッズとして、貯金箱を用いる場合がある。児童の気に入る意匠を施すことで貯金をする習慣を身に付ける教育効果を期待したり、貯金箱自体に企業名やマスコットを用いる事で、身近な広告媒体として用いられる。かつては銀行の販売促進グッズには厳しい価格制限があったため、数万円程度の預金を行った顧客に対しては、プラスチックの貯金箱が粗品として多く提供された。これは高さ10cm程度のものであった。
また、郵便局の粗品の貯金箱は筒型の郵便ポストを模したものが用いられる。

### 貯金箱のコレクション
貯金箱は部屋の中などの身近な場所に置くことが多いため、さまざまな意匠をこらした貯金箱がある。それらの中には、広く一般に知られる企業の物や、キャラクターを模したもの、収納できる貯金の金額より高価なものなどがあり、本来の用途とは離れて、コレクション対象となる場合がある。

## 貯金箱の代用品

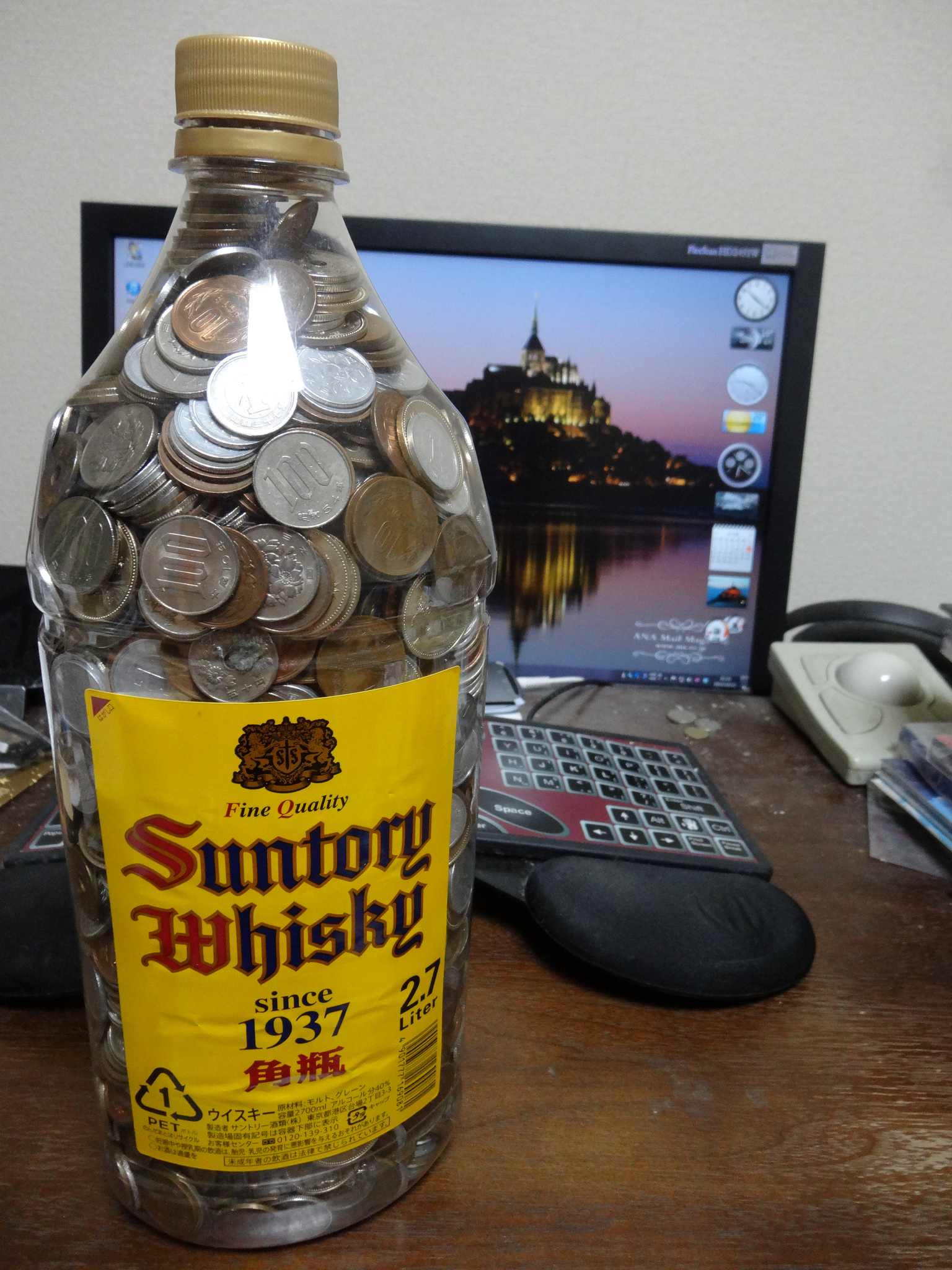
ペットボトル貯金

空き瓶や、空き缶を利用した手作りの貯金箱を作成したり、丈夫な箱や瓶に収納することで代用する場合がある。

## 貯金箱のコンクール
日本ではゆうちょ銀行・郵便局により「ゆうちょアイデア貯金箱コンクール」が開催されている。このコンクールは1975年（昭和50年）から開催されており、工作物のコンクールとしては日本最大規模のコンクールである。

## 貯金箱が展示されている博物館
- 世界の貯金箱博物館（兵庫県尼崎市西本町北通）[6]
- 貨幣・浮世絵ミュージアム（愛知県名古屋市中区錦）
- 倉敷貯金箱博物館（日本製のみを中心に江戸幕末から企業物までを展示）
- にしざわ貯金箱かん（長野県千曲市）[4]
- 郵政博物館（東京都墨田区押上東京スカイツリータウン・ソラマチ9F）[7]